# 黔桂槭
黔桂槭（学名：Acer chingii）为无患子科槭属的植物。分布于锡金; 印度北部以及中国大陆的广西、贵州等地，生长于海拔1,200米至2,000米的地区，多生在混交林中，目前尚未由人工引种栽培。

## 别名
罗城槭（四川大学植物志要资料）、桂北槭（广西植物名录）、苗山槭（中国树木分类学）、秦氏槭（中国植物图谱）、子农槭（植物分类学）